# Lista odcinków serialu Niewierni
Poniżej znajduje się lista odcinków serialu telewizyjnego Niewierni – emitowanego przez amerykańską stację telewizyjną  USA Network od 17 lipca 2014 roku. W  Polsce serial jest emitowany od 12 lipca 2015 roku przez Canal+ Seriale.
| Sezon | Sezon | Odcinki | Oryginalna emisja USA Network | Oryginalna emisja USA Network | Oryginalna emisja Canal+ Seriale | Oryginalna emisja Canal+ Seriale | Oryginalna emisja Canal+ Seriale |
| Sezon | Sezon | Odcinki | Premiera sezonu               | Finał sezonu                  | Premiera sezonu                  | Finał sezonu                     |                                  |
| ----- | ----- | ------- | ----------------------------- | ----------------------------- | -------------------------------- | -------------------------------- | -------------------------------- |
|       | 1     | 10      | 17 lipca 2014                 | 18 września 2014              | 12 lipca 2015                    | 16 sierpnia 2015                 |                                  |
|       | 2     | 10      | 16 października 2015          | 18 grudnia 2015               | 4 września 2016                  | 5 października 2016              |                                  |

## Sezon 1 (2014)
| Nr | #  | Tytuł                           | Reżyseria          | Scenariusz       | Premiera USA Network | Premiera Canal+ Seriale |
| -- | -- | ------------------------------- | ------------------ | ---------------- | -------------------- | ----------------------- |
| 1  | 1  | Pilot                           | Kevin Bray         | Sean Jablonski   | 17 lipca 2014        | 12 lipca 2015           |
| 2  | 2  | ...Through Admission            | Michael Smith      | Sean Jablonski   | 24 lipca 2014        | 12 lipca 2015           |
| 3  | 3  | ...Through Competition          | J. Miller Tobin    | Jessica Queller  | 31 lipca 2014        | 19 lipca 2015           |
| 4  | 4  | ...Through Self-Discovery       | Jennifer Getzinger | Tracy McMillan   | 7 sierpnia 2014      | 19 lipca 2015           |
| 5  | 5  | ...Through Partnership          | Mike Listo         | Marjorie David   | 14 sierpnia 2014     | 26 lipca 2015           |
| 6  | 6  | ...Through Exposure             | Stephen Gyllenhaal | Peter Macmanus   | 21 sierpnia 2014     | 26 lipca 2015           |
| 7  | 7  | ...Through Terms and Conditions | Kevin Bray         | Shukree Tilghman | 28 sierpnia 2014     | 2 sierpnia 2015         |
| 8  | 8  | ...Through Security             | Jann Turner        | Jessica Queller  | 4 września 2014      | 2 sierpnia 2015         |
| 9  | 9  | ...Through Revelation           | Jann Turner        | Sean Jablonski   | 11 września 2014     | 9 sierpnia 2015         |
| 10 | 10 | ...Through Resolution           | Michael Smith      | Sean Jablonski   | 18 września 2014     | 16 sierpnia 2015        |

## Sezon 2 (2015)
| Nr | #  | Tytuł                     | Reżyseria          | Scenariusz                          | Premiera USA Network | Premiera Canal+ Seriale |
| -- | -- | ------------------------- | ------------------ | ----------------------------------- | -------------------- | ----------------------- |
| 11 | 1  | ...Through Release        | Mike Listo         | Sean Jablonski                      | 16 października 2015 | 4 września 2016         |
| 12 | 2  | ...Through Risk           | Stephen Gyllenhaal | Peter Macmanus                      | 23 października 2015 | 4 września 2016         |
| 13 | 3  | ...Through Expansion      | Mike Listo         | Tracy McMillan                      | 30 października 2015 | 11 września 2016        |
| 14 | 4  | ...Through Bondage        | Stephen Gyllenhaal | Adria Lang                          | 6 listopada 2015     | 11 września 2016        |
| 15 | 5  | ...Through Struggle       | Rob Hardy          | Rob Fresco                          | 13 listopada 2015    | 18 września 2016        |
| 16 | 6  | ...Through Negotiation    | Cherie Nowlan      | Shukree Tilghman                    | 20 listopada 2015    | 18 września 2016        |
| 17 | 7  | ...Through Travel         | Silver Tree        | Tracy McMillan, Peter Macmanus      | 27 listopada 2015    | 25 września 2016        |
| 18 | 8  | ...Through Psychedelics   | Mike Listo         | Sean Jablonski, Rob Fresco          | 4 grudnia 2015       | 25 września 2016        |
| 19 | 9  | ...Through Family         | Felix Alcala       | Adria Lang, Shukree Hassan Tilghman | 11 grudnia 2015      | 5 października 2016     |
| 20 | 10 | ...Through New Beginnings | Mike Listo         | Sean Jablonski, Rob Fresco          | 18 grudnia 2015      | 5 października 2016     |